# Alain Giresse
Alain Giresse (Langoiran, 2 augustus 1952) is een Frans voetbaltrainer en voormalig voetballer.

## Clubcarrière
De 1,63 meter grote Giresse speelde bijna zijn hele voetballoopbaan bij Girondins de Bordeaux. In totaal speelde hij met de club 516 competitiewedstrijden in de Ligue 1 en maakte daarin 159 doelpunten. In Europees verband kwamen daar nog eens 21 wedstrijden bij met daarin 7 doelpunten. Met Girondins de Bordeaux werd hij tweemaal kampioen van Frankrijk (1984 en 1985) en eenmaal won hij de Coupe de France (in 1986).
Vanaf 1986 speelde hij nog twee seizoenen bij Olympique de Marseille, in competitieverband speelde hij hiervoor 66 wedstrijden met daarin 5 doelpunten. Dit totaal zorgt ervoor dat hij in de lijst met de meeste wedstrijden in de Division 1 de vierde plaats bezet met 586 wedstrijden. Alleen Jean-Luc Ettori (602 wedstrijden), Dominique Dropsy (595 wedstrijden) en Dominique Baratelli (593 wedstrijden) moet hij voor zich laten.
In totaal werd Giresse driemaal uitverkozen tot Frans Voetballer van het Jaar (in 1982, 1983 en 1987).

## Interlandcarrière
Giresse vormde samen met Michel Platini, Jean Tigana en Luis Fernández in de jaren tachtig het legendarische 'Carré Magique' (het magische vierkant). Dit buitengewone middenveld van het Franse elftal onder leiding van bondscoach Michel Hidalgo wordt beschouwd als een van de beste middelvelden ooit. In 1984 won Giresse met Les Bleus in eigen land het EK voetbal 1984 door in de finale Spanje met 2–0 te verslaan. Zijn laatste interland speelde Giresse tijdens het WK voetbal 1986 in Mexico; hierin verloor hij de halve finale van West-Duitsland met 0–2.

## Trainersloopbaan
Giresse is als trainer bij een aantal clubs actief geweest. Hij begon bij Toulouse en was daar trainer van 1996 tot 1998. Vervolgens had hij een korte viermaandelijkse intermezzo bij Paris Saint-Germain, waarna hij opnieuw aan de slag ging bij Toulouse (1999–2000). Daarna vertrok hij naar Marokko om aan de slag te gaan bij FAR Rabat; hij was daar trainer van 2001 tot 2003.
Van maart 2004 tot eind 2005 was Giresse bondscoach van het Georgisch voetbalelftal, waarmee hij zich niet wist te kwalificeren voor het WK voetbal in 2006. Georgië eindigde als een na laatste in de kwalificatiegroep. Begin 2006 ging hij opnieuw als bondscoach aan de slag, ditmaal bij Gabon, waar hij in februari 2010 vertrok. Twee maanden later ging hij aan de slag als bondscoach van Mali, gevolgd door een dienstverband bij Senegal. Daar vertrok hij na veertien duels leiding te hebben gegeven aan de nationale ploeg. Op 23 februari 2022 werd hij aangesteld als bondscoach van het Kosovaars voetbalelftal. In juni 2023 werd hij vervolgens ontslagen na tegenvallende prestaties.

## Erelijst
Als speler
 Girondins de Bordeaux
- Alpencup: 1980
- Division 1: 1983/84, 1984/85
- Coupe de France: 1985/86

 Frankrijk
- UEFA EK: 1984
- Artemio Franchi Cup: 1985

Individueel als speler
- UEFA EK Team van het Toernooi: 1984
- Onze d'Argent: 1982
- Ballon d'Or: tweede plaats in 1982
- Frans Voetballer van het Jaar: 1982, 1983, 1987
- Frans Voetballer van de Eeuw: zevende plaats (poll uit 2018)

Als trainer
 Paris Saint-Germain
- Trophée des Champions: 1998

 FAR Rabat
- Coupe du Trône: 2003

Onderscheidingen
- Ridder in het Légion d'honneur: 2006